# Odvoș, Arad
Odvoș este un sat în comuna Conop din județul Arad, la limita între regiunile istorice Banat și Crișana, România.

## Note

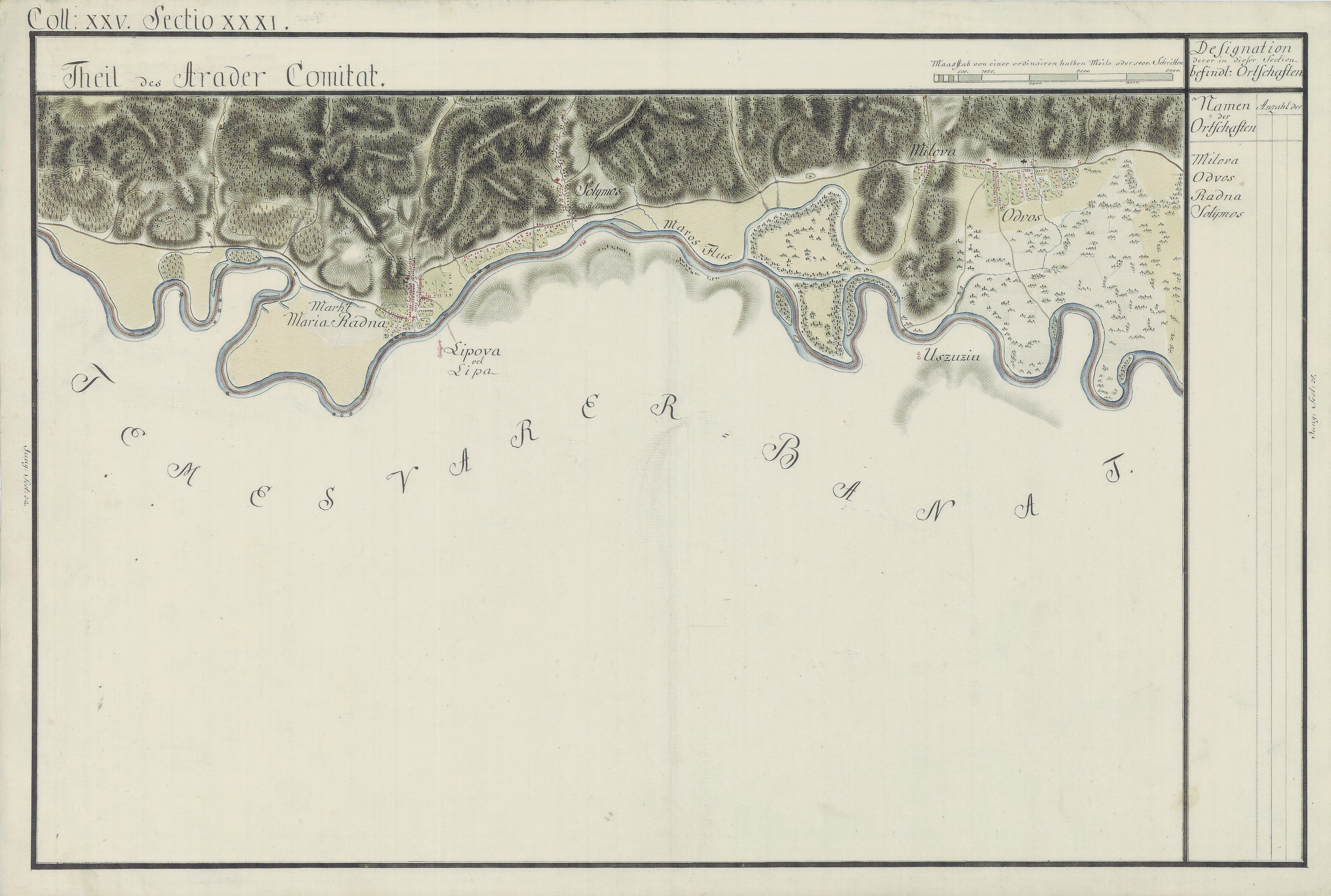
Odvoș în Harta Iozefină a Comitatului Arad, 1782-85

### Clădiri istorice
- Castelul Konopi din Odvoș

## Personalități
Septimiu Sever Secula Arhivat în 9 ianuarie 2020, la Wayback Machine. (1869, Baia de Criș-1912, Sibiu), teolog, publicist, scriitor. Între 1900-1910 a fost redactor al publicației "Biserica și Școala" din Arad. Între 1909-1912 a fost preot în comună.